# A2210 road
Die A2210 ist eine Class-I-Straße, die 1923 im Stadtgebiet London mit der namentlichen Bezeichnung „Brookmill Road and Thurston Road“ festgelegt wurde. Sie verbindet die A2 in Deptford mit der A20 in Lewisham. mittlerweile wurde das letzte Stück der Thurston Road zur Einbahnstraße, sodass dadurch die westlich parallele Jerrard Street mit zur A2210 gehört.